# Thủy điện Nậm Pia
Thủy điện Nậm Pia là thủy điện xây dựng trên dòng Nậm Pia tại xã Chiềng Hoa, huyện Mường La, tỉnh Sơn La, Việt Nam .
Thủy điện Nậm Pia có công suất lắp máy 15 MW, khởi công 06/2006, hoàn thành 06/2009 .
Đến đầu năm 2018 Thủy điện Nậm Pia có tên trong danh sách "21 Dự án thủy điện chưa có giấy phép khai thác, sử dụng nước mặt" ở tỉnh Sơn La .

## Nậm Pia
Nậm Pia là phụ lưu nhỏ cấp 1 của sông Đà, bắt nguồn từ vùng núi ở phần bắc hai xã Chiềng Ân và Chiềng Công huyện Mường La 21°31′21″B 104°15′25″Đ / 21,5225°B 104,25694°Đ, chảy uốn lượn về hướng tây nam.
Đoạn thượng nguồn còn có tên là Nậm Xá, đến bản Pa Xá Hồng thì hợp lưu với Nậm Hồng từ phía đông chảy đến 21°27′14″B 104°10′36″Đ / 21,45389°B 104,17667°Đ.
Nậm Pia chảy qua bản Mường Pia xã Chiềng Hoa thì đổ vào sông Đà phía bờ trái, phía dưới Thủy điện Sơn La chừng 10 km  21°25′31″B 104°7′29″Đ / 21,42528°B 104,12472°Đ.